# Budésonide
Le budésonide est un médicament anti-inflammatoire (glucocorticoïde) utilisé entre autres pour le traitement de l'asthme, la rhinite non infectieuse (y compris la rhinite allergique et les autres allergies) et pour le traitement et la prévention des polypes nasaux. Il est également utilisé pour soigner la maladie de Crohn. 
Le budésonide est commercialisé par la firme AstraZeneca comme produit à inhaler par le nez sous le nom de Rhinocort (Rhinosol au Danemark), à inhaler par la bouche, en poudre, sous le nom de Pulmicort Turbuhaler. Il est également commercialisé en gélules pour le lavage de l'intestin sous le nom commercial d'Entocort. Et il est vendu en combinaison avec du fumarate de formotérol dihydraté sous le nom commercial de Symbicort.
Elle est utilisée pour le traitement de la rectocolite hémorragique, et de la maladie de Berger,.

## Stéréochimie
| Budésonide (2 stéréoisomères) | Budésonide (2 stéréoisomères) |
| ----------------------------- | ----------------------------- |
| (22R)-configuration           | (22S)-configuration           |

## Pharmacologie
Le budésonide a un fort effet de premier passage. Il est efficace dans l'iléon terminal et le côlon droit.
Le budésonide, par rapport à la prednisolone, a été associé avec moins de perte de densité osseuse, et contrairement à d'autres corticostéroïdes, a peu d'influence sur l'axe hypotalamo-hypophyso-surrénalien, ce qui diminue également la nécessité d'un sevrage progressif.[citation nécessaire] Dans l'ensemble, l'incidence de manifestations systémiques est plus faible qu'avec des médicaments similaires.

## Effets secondaires
Le budésonide peut causer :
- Irritation ou brûlure au nez
- Saignements ou plaies dans le nez
- Vertiges
- Maux d'estomac
- Toux
- Enrouement
- Sécheresse de la bouche
- Éruptions cutanées
- Maux de gorge
- Mauvais goût dans la bouche
- Changement de couleur du mucus
- Palpitations

De plus les symptômes suivants doivent être signalés immédiatement :
- Difficulté à respirer ou enflure du visage
- Taches blanches dans la gorge, la bouche ou le nez
- Menstruations irrégulières
- Acné sévère
- Rarement, des changements de comportement —- quand ils se produisent, ils semblent surtout affecter les enfants. Pour citation, voir la référence ci-dessus.

## Rappel
Les inhalateurs Pulmicort ont été rappelés par AstraZeneca en 2004 car on craignait qu'ils ne puissent pas toujours donner une dose complète.

## Mauvaise utilisation ou abus
Dans son plan de travail pour 2010, l'OIG (en anglais : Office of the Inspector General) du département de la Santé et des Services sociaux des États-Unis a déclaré qu'il y aurait une enquête pour déterminer si le nombre d'unités de budésonide facturé et payé par l'assurance maladie dans le sud de la Floride dépasse la quantité effectivement distribuée dans la région. L'OIG a noté que ses travaux précédents ont révélé « des modèles de facturation aberrants » pour le budésonide en inhalation, et croit que beaucoup de ces factures pourraient être frauduleuses.
On n'a pas démontré, contrairement aux décongestionnants nasaux en ventre libre, que le budésonide peut causer la congestion nasale par effet rebond.

## Contre le Covid-19
Selon des chercheurs de l'université d'Oxford, le budésonide semble réduire le besoin d'hospitalisations ainsi que le temps de récupération des patients COVID-19 s'il est administré dans les sept jours suivant l'apparition des symptômes. Les résultats ont été obtenus à la suite d’une étude à mi-parcours du budésonide stéroïde. Ce produit est maintenant utilisé au Royaume-Uni pour traiter le Covid-19 en premiers soins et permet d'abréger la récupération de patients non admis à l'hôpital,.
Faisant partie du Principle Trial, l'étude de 28 jours portant sur 146 patients et publiée en février 2021 suggère que le budésonide inhalé réduit le risque de soins urgents ou d'hospitalisation de 90 % par rapport aux soins habituels. Les chercheurs ont déclaré que l'essai avait été inspiré par le fait que les patients atteints de maladies respiratoires chroniques, qui se voient souvent prescrire des stéroïdes inhalés, étaient considérablement sous-représentés parmi les patients hospitalisés atteints de COVID-19 au début de la pandémie. Les données initiales de l'étude ont également révélé que les volontaires traités par budésonide avaient une résolution plus rapide de la fièvre et moins de symptômes persistants,.
L'étude de phase II revue par les pairs publiée dans The Lancet le 9 avril 2021 confirme ces données .
Au printemps 2021, il est inclus, en Inde, dans le protocole national de soin du Covid-19 (National management protocol for Covid-19).

## Divers
Le budésonide fait partie de la liste des médicaments essentiels de l'Organisation mondiale de la santé (liste mise à jour en avril 2013).